# 紫花瑞香
紫花瑞香（学名：Daphne purpurascens）为瑞香科瑞香属下的一个种。其种加词“purpurascens”意为“有点紫色的”。